# John Smyth
 Der er for få eller ingen kildehenvisninger i denne artikel, hvilket er et problem. Du kan hjælpe ved at angive troværdige kilder til de påstande, som fremføres i artiklen.

John Smyth (ca. 1570 - d. 28 August 1612) var en tidlig baptistpræst i England og forsvarer af princippet om religiøs frihed. Historikere mener at John Smyth er en af grundlæggerne af Baptistkirken.